# گاردن سیتی (ایندیانا)
گاردن سیتی (به انگلیسی: Garden City) یک منطقهٔ مسکونی در ایالات متحده آمریکا است که در شهرستان بارتولما، ایندیانا واقع شده‌است. گاردن سیتی ۱۸۵٫۹۳ متر بالاتر از سطح دریا واقع شده‌است.